# Espeluy
Espeluy là một đô thị trong tỉnh Jaén, Tây Ban Nha. Theo điều tra dân số 2006 (INE), đô thị này có dân số là 750 người.
38°02′B 3°51′T / 38,033°B 3,85°T